# BVV Barendrecht
Barendrechtse Voetbalvereniging Barendrecht é um clube de futebol de Barendrecht, na Holanda. Foi fundado em 12 de fevereiro de 1926 e disputa a Topklasse, o terceiro nível do futebol holandês. Manda seus jogos no estádio Sportpark De Bongerd, que tem capacidade para 5 mil espectadores.